# Dennis Stock
Dennis Stock (24 de julio de 1928 - 11 de enero de 2010) fue un fotógrafo estadounidense que destacó por sus reportajes sobre el jazz a mediados del siglo XX y por sus retratos de James Dean.
Nació el 24 de julio de 1928 en el Bronx de Nueva York y pronto quedó huérfano de padre. Al estallar la Segunda Guerra Mundial se alistó en la marina en 1944 y al finalizar ésta decidió dedicarse a la fotografía y estuvo aprendiendo fotografía con Gjon Mili entre 1947 y 1951.
En 1951 tras obtener el premio a jóvenes fotógrafos de la revista Life, Robert Capa le propuso entrar como invitado en la agencia Magnum siendo un miembro activo desde 1954 hasta su fallecimiento.
Poco después de entrar en Magnum se trasladó a Hollywood donde se hizo amigo de James Dean. Su fotografía Dean in Times Square realizada en Nueva York en 1955 se convirtió en una imagen icónica del siglo XX, sin embargo también realizó otros retratos del actor.
Sus reportajes sobre el mundo de la música moderna son muy conocidos especialmente el trabajo intensivo que desarrolló sobre el jazz desde 1957 durante varios años y que se recoge en parte en su libro Jazz Street con fotografías de músicos como Louis Armstrong o Miles Davis. En 1962 realizó un reportaje con menor intensidad sobre la música country.
A finales de los años sesenta estuvo conviviendo en comunas hippies y contraculturales y su trabajo lo reflejó en un libro titulado The Alternative.
Murió en Sarasota (Florida) el 11 de enero de 2010.